# Stade Municipal (Khénifra)
Stade Municipal (arab. ‏الملعب البلدي لخنيفرة‎) – stadion w Maroku, w mieście Khénifra, na którym gra tamtejszy klub – Chabab Atlas Khénifra. Został otworzony w 1942 roku. Mieści 5 000 lub 10 000 widzów. Jego nawierzchnia jest sztuczna.